# Camptorhynchus labradorius
L'anatra del Labrador (Camptorhynchus labradorius Gmelin, 1789) è un uccello estinto della famiglia degli Anatidi.
Scoperta nel 1789, si è estinta nel 1878 per ragioni sconosciute. 

## Descrizione
Quest'anatra marina, molto specializzata, alquanto più grossa di un germano reale, possedeva un becco singolare, considerevolmente allargato all'estremità. Il maschio, nel piumaggio nuziale, era ornato di bianco e di un verde scuro metallico. Il suo becco e le zampe erano di color arancione. La femmina era bruna.

## Distribuzione e habitat
Le note del Newton indicano che la specie nidificava su alcuni isolotti rocciosi, presso la costa meridionale del Labrador. Quest'anatra frequentava le coste atlantiche settentrionali dell'America del Nord, dal Labrador in direzione sud fino alla baia Chesapeake. Era frequente lungo le coste di Long Island, New York, dove furono abbattuti la maggior parte degli esemplari conservati. Essa svernava lungo le coste della Nuova Inghilterra e del New Jersey. Era comune nel golfo di S. Lorenzo, verso il 1866. Tra il 1840 e il 1860 questa selvaggina era comune nei negozi e nei mercati di New York.

## Estinzione
Le cause dell'estinzione, avvenuta intorno al 1878, sono tuttora sconosciute. Tenendo presente il suo becco, diverso da quello delle altre specie, gli zoologi suppongono che si potesse nutrire di alcuni animali marini, e un cambiamento delle condizioni climatiche ed ecologiche avrebbe potuto determinare la scomparsa degli animali che costituivano la base della loro alimentazione. Alcuni ornitologi parlano di un'epidemia mortale, da cui sarebbero stati colpiti gli ultimi rappresentanti della specie. L'unica cosa sicura è che la scomparsa è dovuta senza dubbio a cause naturali.
Complessivamente, in tutto il mondo, esistono 34 esemplari imbalsamati dell'anatra del Labrador.

## Galleria d'immagini

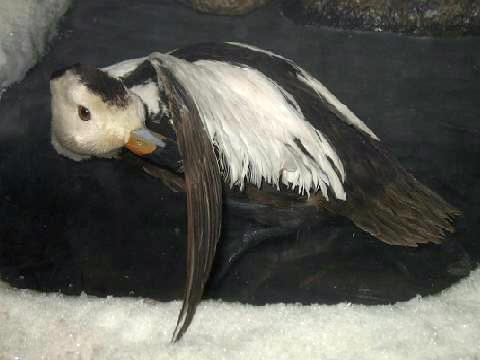
Esemplare maschio - AMNH
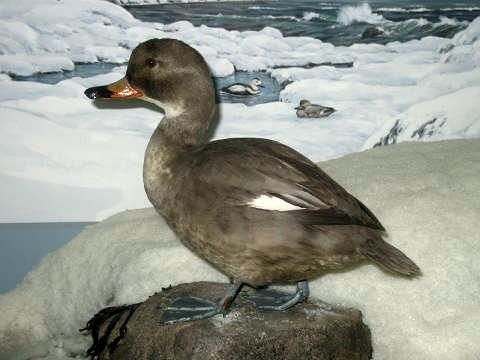
Esemplare femmina - AMNH
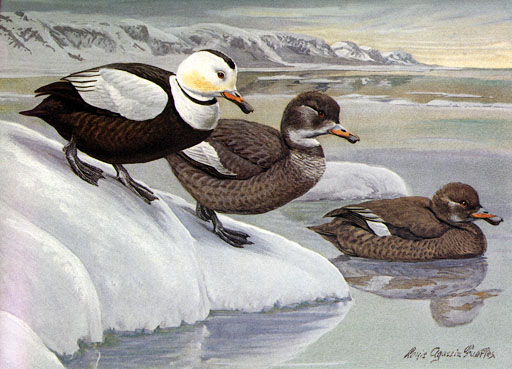
Dipinto di Louis Agassiz Fuertes